# Lasiopogon apache
Lasiopogon apache là một loài ruồi trong họ Asilidae. Lasiopogon apache được Cannings miêu tả năm 2002. Loài này phân bố ở vùng Tân Bắc giới.